# Stefan Cebara
Stefan Cebara (Zara, 12 aprile 1991) è un calciatore canadese, centrocampista del Rayong.

## Biografia
Ha origini serbe da parte del padre e croate dalla parte della madre.